# Råssajaure
Råssajaure är en sjö i Jokkmokks kommun i Lappland och ingår i Piteälvens huvudavrinningsområde. Sjön har en area på 0,101 kvadratkilometer och ligger 559 meter över havet. Råssajaure ligger i Udtja Natura 2000-område. Sjön avvattnas av vattendraget Udtjabäcken (Paktajåkkå).

## Delavrinningsområde
Råssajaure ingår i det delavrinningsområde (736515-164647) som SMHI kallar för Utloppet av Tsåkokjaure. Medelhöjden är 558 meter över havet och ytan är 70 kvadratkilometer. Det finns inga avrinningsområden uppströms utan avrinningsområdet är högsta punkten. Udtjabäcken (Paktajåkkå) som avvattnar avrinningsområdet har biflödesordning 2, vilket innebär att vattnet flödar genom totalt 2 vattendrag innan det når havet efter 220 kilometer. Avrinningsområdet består mestadels av skog (51 procent) och sankmarker (45 procent). Avrinningsområdet har 2,72 kvadratkilometer vattenytor vilket ger det en sjöprocent på 3,9 procent.